# Jelisaweta Sergejewna Nikischtschichina
Jelisaweta Sergejewna Nikischtschichina (russisch Елизавета Сергеевна Никищихина; * 17. Mai 1941; † 28. Oktober 1997 in Moskau) war eine sowjetische bzw. russische Theater- und Film-Schauspielerin.

## Laufbahn
Jelisaweta Nikischtschichina war die Tochter von Sergei und Nadeschda Pawlowna Nikischtschichina (1919–2005), sie hatte zwei Brüder namens Alexander und Wladimir. Da die Eltern einige Zeit in Deutschland lebten, wuchs die junge Jelisaweta überwiegend bei ihrer Großmutter auf.
Nikischtschichina wurde im Alter von 16 Jahren von Michail Janschin entdeckt, ihr Vater sprach sich aber zunächst gegen eine Schauspiellaufbahn aus. Erst durch Vermittlung seiner Nachbarn, des Sängers und Schauspielers Suren Akimowitsch Kotscharjan und dessen Sohn Lew, änderte er seine Meinung. Nikischtschichina bewarb sich daraufhin beim Stanislawski-Theater und lernte dabei Jewgeni Leonow kennen. Sie wurde angenommen, absolvierte das Staatliche Institut für Theaterkunst (GITIS) und trat anschließend von 1960 bis 1994 für das Stanislawski-Theater auf. Die blonde Darstellerin war dabei häufig an der Seite Janschins und unter der Regie von Boris Alexandrowitsch Lwow-Anochin oder Anatoli Alexandrowitsch Wassiljew zu sehen, als ihre Paraderolle galt die Antigone in der Interpretation von Jean Anouilh. Nachdem Wassiljew an das Moskauer Theater für Drama und Komödie wechselte, versuchte er erfolglos, dort auch Nikischtschichina eine Stelle zu verschaffen.
1961 gab sie als Perückenmacherin in der Komödie Командировка (Komandirowka) ihr Filmdebüt. Bis Mitte der 1990er Jahre folgten noch über 80 Projekte, neben Spielfilmen auch Kurzfilme und Fernsehspiele. Hauptrollen gab Nikischtschichina in Все дело в брате (Wse delo w brate, 1976) und Die Stimme (1982), einen ihrer wichtigsten Auftritte hatte sie als Schulleiterin in dem Drama Виктория (Wiktorija, 1988). Viele Rollen vor der Kamera waren, entgegen ihrem künstlerischen Anspruch, auf einfachen Humor und Exzentrik ausgelegt.
Ab den 1990er Jahren schränkte Nikischtschichina ihre Engagements aufgrund der sinkenden Qualität der Produktionen in Theater und Film massiv ein und nahm dafür auch Verdienstausfälle in Kauf.

## Privates, Persönlichkeit und Ehrungen
Nikischtschichina hatte als junge Darstellerin eine Beziehung zu einem Cellisten und wurde schwanger, entschied sich aber für eine Abtreibung. In erster Ehe war sie anschließend mit dem Musikkritiker Anatoli Agamirow verheiratet. Sie lernten sich bei den Dreharbeiten zu Расскажи мне о себе (Rasskaschi mne o sebe, 1971) kennen, wo seine Mutter als Choreografin arbeitete. Kurz darauf ehelichte sie den Leningrader Psychiater Eduard Leibow. Beide hatten eine gemeinsame Tochter namens Jekaterina, die später ebenfalls am GITIS studierte. Die Verbindung scheiterte, nachdem er 1975 in die Vereinigten Staaten emigrierte. Ihr dritter und letzter Ehemann war der Schriftsteller Jewgeni Koslowski, doch auch diese Beziehung endete schnell.
Nikischtschichina erfreute sich zwar der Bewunderung ihrer Kollegen, galt jedoch auch als verschlossen, einsam und dem Alkohol zugetan. Sie erstickte am 28. Oktober 1997 in einer Moskauer Gemeinschaftswohnung an einem Apfel und wurde auf Kosten des Stanislawski-Theaters auf dem Friedhof Wostrjakowo, Abschnitt 17, beigesetzt. An ihrer ehemaligen Wirkungsstätte fand außerdem eine Gedenkveranstaltung unter Beteiligung befreundeter Künstler statt, darüber hinaus wurde der Tod der ehemaligen Darstellerin aber öffentlich kaum wahrgenommen. Im Jahr 2005 wurde Nikischtschichinas Mutter neben ihr beigesetzt.
Sie war seit dem 19. Juli 1987 Trägerin des Titels Verdiente Künstlerin der RSFSR. Ihr Leben war außerdem Thema zweier Dokumentarfilme (2007, 2009).

## Theater (Auswahl)

### Stanislawski-Theater
- 1960: Maschenka – von Alexander Afinogenow
- 1965: Antigone – von Jean Anouilh
- 1966: Анна (Anna) – von Maija Anatoljewna Ganina
- 1971: Kabale und Liebe – von Friedrich Schiller
- 1975: Радуга зимой (Raduga simoi) – von Michail Roschtschin
- 1976: Wassa Schelesnowa (Erstfassung) – von Maxim Gorki
- 1978: Исповедь молодого человека (Подросток) (Ispowed molodogo tscheloweka (Podrostok)) – nach Fjodor Dostojewski Der Jüngling
- 1979: Škac, mirtie, visados škac! – von Saulius Šaltenis
- 1983: Порог (Porog) – von Alexei Anufrijewitsch Dudarew
- 1989: Женский стол в Охотничьем зале (Schenski stol w Ochotnitschjem sale) – von Wiktor Iwanowitsch Mereschko
- 1989: Becket oder die Ehre Gottes (Becket ou l’Honneur de Dieu) – von  Jean Anouilh
- 1993: Отражение «Юген» (Otraschenije «Jugen») – nach Zeami Motokiyo und Anton Tschechow
- 1994: Die Heirat (Schenitba) – von Nikolai Gogol
- Die Schneekönigin (Sneschnaja korolewa) – von Jewgeni Schwarz
- Энциклопедисты (Enziklopedisty) – von Leonid Genrichowitsch Sorin
- Прощание в июне (Proschtschanije w ijune) – von Alexander Wampilow
- The Rainmaker – von N. Richard Nash

### „Kugel“-Theater
- 1989: Aufzeichnungen eines Toten (Teatralny roman) – nach Michail Bulgakow

## Filmografie (Auswahl)
- 1966: Böse Anekdote (Skwerny anekdot)
- 1968: Фитиль (Fitil) (Fernsehserie, Folgen Nr. 70 und 78)
- 1978: Und bei uns war es still (A u nas byla tischina...)
- 1979: Die Reise nach Varna (Schla sobaka po rojalju)
- 1979: Der elektronische Doppelgänger (Prikljutschenija Elektronika)
- 1982: Die Stimme (Golos)
- 1983: Torpedoflieger (Torpedonoszy)
- 1983: Abenteuer mit der Tarnkappe (Tam, na newedomych doroschkach…)
- 1984: Peppi Dlinnytschulok
- 1990: Nikolay Vavilov (Fernsehreihe)
- 1998: Die Prinzessin auf der Bohne (Prinzessa na bobach)